# Garden of Uranium
Garden of Uranium è il diciannovesimo album di Roy Harper
L'album fu pubblicato in origine nel 1988 come Descendants of Smith. La lista dei brani è identica, mentre cambia soltanto la copertina.

## Tracce
1. Laughing Inside – 4:15
2. Garden Of Uranium – 4:03
3. Still Life – 4:47
4. Pinches Of Salt – 3:07
5. Desert Island – 4:20
6. Government Surplus – 2:21
7. Surplus Liquorice – 0:39
8. Liquorice Alltime – 3:43
9. Maile Lei – 4:34
10. Same Shoes – 4:15
11. Descendants Of Smith – 3:49
12. Laughing Inside (Rough And Ready version) – 4:10

## Formazione
- Roy Harper - chitarra e voce
- Stuart Elliot
- Tony Franklin
- Nik Green
- Nick Harper
- Kevin McAlea
- Mark Ramsden